# Айдын, Огуз
Огуз Айдын (тур. Oğuz Aydın; род. 27 октября 2000, Гаага) — турецкий футболист, вингер клуба «Аланьяспор» и сборной Турции.

## Клубная карьера
Айдын — воспитанник клуба «Буджаспор». 27 января 2018 года в матче против «Эюпспора» он дебютировал во Второй лиге Турции. 16 сентября в поединке против «Джизреспора» Огуз забил свой первый гол за «Буджаспор». В 2019 году Айдын перешёл в «Буджаспор 1928» из Третьей лиги Турции. В том же году игрок был арендован «Караджабей Беледиеспор».
Летом 2021 года Айдын перешёл в «Аланьяспор», подписав контракт на 5 лет. 18 октября в матче против «Кайсериспора» он дебютировал в турецкой Суперлиге. 16 января 2022 года в поединке против «Алтая» Огуз забил свой первый гол за «Аланьяспор».